# Мукатаев, Геннадий Кадырович
Мукатаев Куспан (Геннадий) Кадырович (каз.  Құспан Қадырұлы Мұқатаев; род. 23 февраля 1950) — полковник Республики Казахстан и СССР, ветеран Вооруженных сил Республики Казахстан, кандидат исторических наук, профессор, член-корреспондент, Академик Академии проблем безопасности, обороны и правопорядка, автор научных исследований и исторических книг. Написал и издал более 8 книг.

## Биография
Родился 23 февраля 1950 года в селе Ивановка Курманаевкого района Оренбургской области.
В 1967 году окончил Костинскую среднюю школу в Оренбургской области.
Является автором научного исследования «Султан Губайдулла Чингисхан полный генерал от кавалерии», исторических книг — «Страницы большого пути», «Хан Жангир — великий преобразователь степи».
Награждён орденами «Курмет», «Петра Великого» 2-й степени, «Александра Невского», многими медалями СССР, Республики Казахстан и стран СНГ, грамотами и благодарственными письмами СССР, Республики Казахстан и стран СНГ. Основал военный музей и является инициатором создания военного — патриотического воспитания молодежи.

## Трудовая деятельность
- В 1967 году поступил в Ульяновское Гвардейское высшее танковое училище им. Ленина и в 1971 году с отличием его закончил
- С 1971—1976 годы — командир танкового взвода, командир танковой роты, начальник штаба батальона 127-го гвардейского танкового полка 80-й гвардейской учебной мотострелковой дивизии Среднеазиатского военного округа
- С 1976—1979 годы — заместитель, далее командир танкового батальона 30-го гвардейского танкового полка 30-й мотострелковой дивизии 28-го армейского корпуса Центральной группы войск
- С 1979—1982 годы — обучался в Московской Академии бронетанковых войск им. Маршала Советского Союза Малиновского
- С 1982—1991 годы — заместитель, далее командир 89-го танкового полка 1-й танковой дивизии Прибалтийского военного округа
- В 1991 году по своему рапорту и с согласия министра обороны СССР маршала Советского Союза Шапошникова Евгения Ивановича был переведён в Республику Казахстан
- С 1991—2008 годы — областной военный комиссар Западно-Казахстанской области, начальник Департамента по делам обороны Западно-Казахстанской области
- С 2011—2019 годы — директор Уральской Военно-технической школы министерства обороны Республики Казахстан

## Награды
- Медаль «За безупречную службу» (Казахстан) I степени
- Медаль «За безупречную службу» (Казахстан) II степени
- Медаль «За безупречную службу» (Казахстан) III степени
- «Бөкей ордасына — 210 жыл» (Букеевской Орде 210 лет)
- Медаль «10 лет Вооружённых сил Республики Казахстан»
- Медаль «20 лет Вооружённых сил Республики Казахстан»
- Медаль «10 лет Конституции Республики Казахстан»
- Медаль Ветеран Вооружённых сил Республики Казахстан
- «Ел Қорғаны» (Защитник Отечества) I степени
- «Бауыржан Момышұлы НАМЫС» (Бауыржан Момышулы ЧЕСТЬ)
- «Армия генералы С. Қ. Нұрмағамбетов» (Генерал армии С. К. Нурмагамбетов)
- «Әскери-патриоттық тәрбиеге қосқан үлесі үшін»
- Знак «Гвардия»
- «Қарулы Күштерінің ардагерлері» Республикалық қоғамдық бірлестігі" (Республиканское общественное объединение Ветераны Вооруженных сил)
- "Әскери — техникалық мектебі «15 жыл» (Военно — техническая школа «15 лет»)
- Медаль «20 лет независимости Республики Казахстан»
- «Танк әскері» (Танковые войска)
- Медаль «10 лет независимости Республики Казахстан»
- «75 лет Бурлинскому району»
- «Участнику локальных конфликтов — Афганистан»
- Орден «Курмет»
- «20-летию вывода Советских Войск из Афганистана и 65-й годовщине Победы в Великой Отечественной войне»
- «За помощь и содействие ветеранскому движению»
- Медаль «В ознаменование 100-летия со дня рождения Владимира Ильича Ленина»
- «90 лет Советской Армии и Военно-морского флота»
- «100 лет Рабоче-Крестьянской Красной Армии и Флота»
- «100 лет Ульяновскому гвардейскому высшему танковому командному, дважды Краснознамённому, ордена Красной Звезды училищу имени В. И. Ленина»
- «100 лет Военным комиссариатам МО РФ»
- «Академия БТВ» (нагрудный знак)
- Медаль «В память 850-летия Москвы»
- «Танковые войска РОССИЯ» (нагрудный знак)
- «Краснознаменный Северный флот. 70 лет»
- Орден Александра Невского (СССР)
- «10 лет Вооруженных Сил Кыргызской Республики»
- «15 лет Вооруженных Сил Кыргызской Республики»
- «За ратную доблесть»
- Медаль «65 лет Победы в Великой Отечественной войне 1941—1945 гг.»
- Юбилейная медаль «75 лет Победы в Великой Отечественной войне 1941—1945 гг.»
- «80 лет Великой Октябрьской социалистической революции»
- Медаль «В ознаменование 100-летия со дня рождения Владимира Ильича Ленина»
- Знак «25 лет победы в Великой Отечественной войне»
- Медаль «10 лет Астане»
- Медаль «Ветеран Вооружённых сил Республики Казахстан»
- Медаль «За безупречную службу» I степени (за 20 лет безупречной службы)
- Медаль «За безупречную службу» II степени (за 15 лет безупречной службы)
- Медаль «За безупречную службу» III степени (за 10 лет безупречной службы)
- Юбилейная медаль «50 лет Вооружённых Сил СССР»
- Юбилейная медаль «60 лет Вооружённых Сил СССР»
- Юбилейная медаль «70 лет Вооружённых Сил СССР»
- Юбилейная медаль «50 лет Победы в Великой Отечественной войне 1941—1945 гг.»